# Naturpark Lüneburger Heide

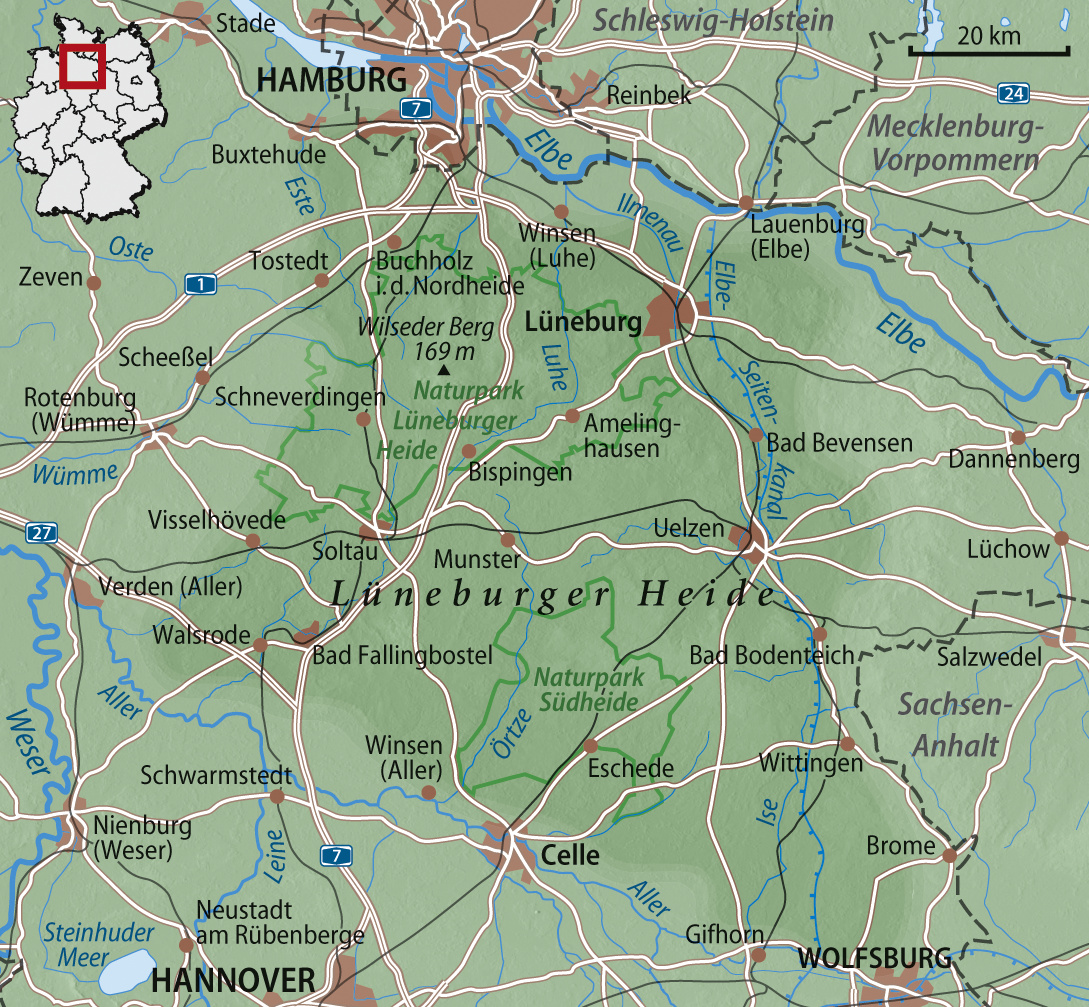
Naturpark Lüneburger Heide

Der Naturpark Lüneburger Heide liegt mit einer Fläche von 1097,85 km² im nördlichen Niedersachsen. Träger des Naturparks ist der Naturparkregion Lüneburger Heide e. V. Im Naturpark Lüneburger Heide leben etwa 100.000 Menschen. Seit 2023 ist der Naturpark Lüneburger Heide auch Teil des Bündnisses Nationale Naturlandschaften.

## Lage

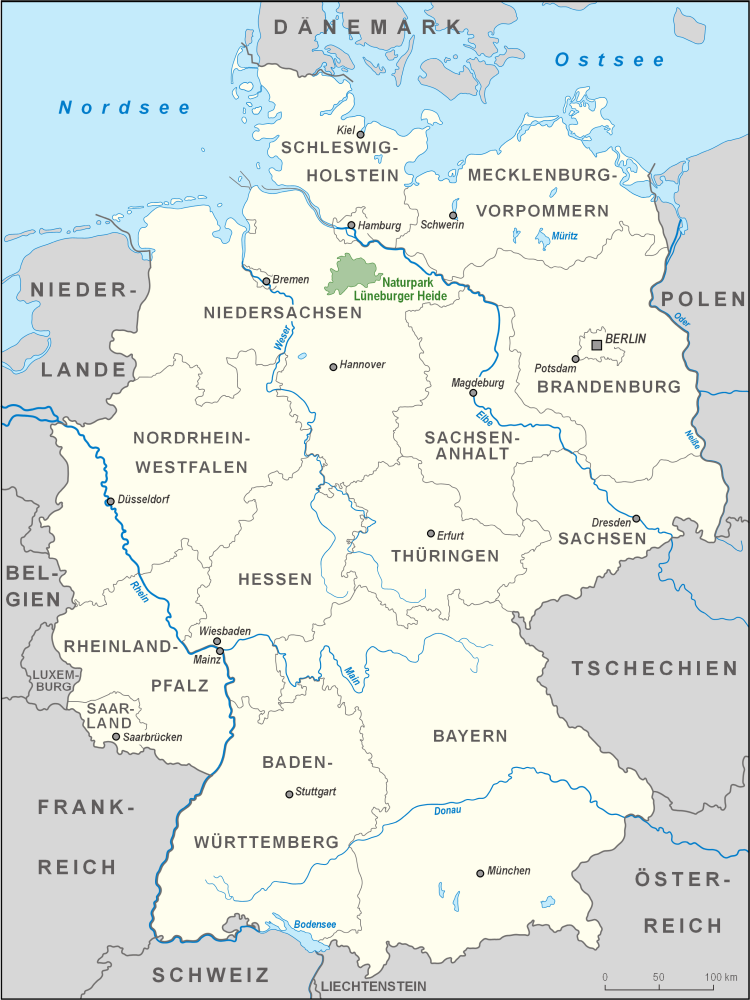
Lage des Naturparks Lüneburger Heide

Der Naturpark Lüneburger Heide ist ein Teil der Urlaubsregion Lüneburger Heide und liegt im Städtedreieck Hamburg, Bremen und Hannover. Er erstreckt sich von Buchholz in der Nordheide im Norden bis nach Soltau im Süden und Schneverdingen im Westen bis zur Stadt Lüneburg im Osten. Er umfasst Teile der drei Landkreise Lüneburg, Harburg und Heidekreis. Dem Naturpark Lüneburger Heide gehören 37 Städte und Gemeinden an. Im Kern des Naturparks Lüneburger Heide liegt das etwa 234 km² große Naturschutzgebiet Lüneburger Heide (auch Naturschutzpark Lüneburger Heide genannt). Dieses war bis Februar 2007 mit dem Naturpark Lüneburger Heide identisch und bildete einen der kleinsten Naturparke in Deutschland. Im Februar 2007 wurde der Naturpark auf das Viereinhalbfache seiner Fläche erweitert und umfasste 1077,92 km². Im Dezember 2023 wurde der Naturpark zum zweiten Mal erweitert. 1993 ha auf dem Gebiet der Hansestadt Lüneburg wurden in das Großschutzgebiet Naturpark Lüneburger Heide aufgenommen. Nun ist der niedersächsische Naturpark 1097,85 km² groß. Die namensgebende Stadt Lüneburg ist seither Teil des Naturparks.
Folgende Städte und Gemeinden im Heidekreis liegen ganz oder in Teilen im Naturpark Lüneburger Heide: Schneverdingen, Bispingen, Soltau, Neuenkirchen und Munster. Die Samtgemeinden Amelinghausen, Gellersen und Ilmenau aus dem Landkreis Lüneburg sind ganz oder in Teilen im Naturpark. Im Landkreis Harburg sind die Samtgemeinden Hanstedt, Jesteburg, Salzhausen und Tostedt sowie die Stadt Buchholz in der Nordheide Teil des Naturparks Lüneburger Heide.

## Geschichte
Pastor Wilhelm Bode überzeugte 1910 den Verein Naturschutzpark e. V. (VNP), in der Lüneburger Heide aktiv zu werden. Der Verein kaufte Flächen um den Wilseder Berg an. Diese Fläche wurde von der Preußischen Regierung 1922 zum Naturschutzgebiet erklärt. Alfred Toepfer, der von 1954 bis 1985 Vorsitzender des VNP war, setzte die Idee der Naturparks in Deutschland durch. Der Naturpark Lüneburger Heide, der deckungsgleich mit dem Naturschutzgebiet Lüneburger Heide war, ist damit der erste Naturpark in Deutschland. Der VNP übernahm die Trägerschaft des Naturparks. Im Juni 2006 wurde der Verein Naturparkregion Lüneburger Heide e. V. gegründet, der die Trägerschaft des zu erweiternden Naturparks Lüneburger Heide übernehmen soll. Ein Jahr später wurde das Gebiet des Naturparks Lüneburger Heide (234 km²) um mehr als ein Vierfaches auf die heutige Parkfläche (1078 km²) erweitert. 2007 entwickelt der Naturpark Lüneburger Heide unter der Beteiligung von vielen Bürgerinnen und Bürgern sowie allen betroffenen Kommunen und Akteuren ein Leitbild zur nachhaltigen Entwicklung der Region: Es vereint Fragen zum Erhalt der Kulturlandschaft sowie der biologischen Vielfalt mit nachhaltiger regionaler Entwicklung und betont dabei die Rolle von naturverträglicher Erholung sowie Bewusstseinsbildung in der Bevölkerung. Im Jahr 2023 erfolgte die zweite Erweiterung des Naturparks Lüneburger Heide auf 1097,85 km².
Seit 2015 ist die Naturparkregion zusätzlich als LEADER-Region anerkannt und erhält dadurch für die Umsetzung von Projekten zur nachhaltigen Regionalentwicklung Zuschüsse der Europäischen Union. Der Verein Naturparkregion Lüneburger Heide e. V. ist Träger der Förderkulisse.

## Aufgaben
Der Naturpark Lüneburger Heide ist eine Modellregion für nachhaltige Entwicklung. Er soll den ländlichen Raum nachhaltig stärken. Gemeinsam mit Akteuren in der Region engagiert er sich für Naturschutz und Landschaftspflege, für naturverträgliche Erholungsmöglichkeiten und eine nachhaltige Regionalentwicklung. Durch Maßnahmen der Umweltbildung sowie durch Bildung für nachhaltige Entwicklung (BNE) soll er die Natur und Kultur der Lüneburger Heide erlebbar machen und vor Ort Handlungskompetenzen für eine nachhaltige Entwicklung vermitteln.

## Kulturlandschaft
Die Kulturlandschaft des Naturparks Lüneburger Heide besteht aus Heidelandschaften, Mooren sowie Wäldern. Diese sensiblen Kulturlandschaften stellen einen wichtigen Lebensraum für seltene Pflanzen und Tiere dar. Eine Faustregel besagt, dass die Heide in vielen Gebieten des Naturparks zwischen dem 8. August und dem 9. September des Jahres blüht. Witterungsbedingt kann die Heideblüte aber auch mehr als eine Woche früher oder später beginnen.
Mit rund 5.500 ha Heideflächen im Kerngebiet des Naturparks, dem Naturschutzgebiet Lüneburger Heide, liegen die größten zusammenhängenden Flächen binnenländischer Zwergstrauchheiden Mitteleuropas, die aus bäuerlicher Tätigkeit entstanden sind. Insbesondere die Stiftung Naturschutzpark Lüneburger Heide engagiert sich für den Erhalt dieser Reste der einstmals großen Heidegebiete. Im Wesentlichen ist der Naturpark Lüneburger Heide durch seinen hohen Waldanteil geprägt. Mehr als 30 % des gesamten Gebietes sind Wald.

### Besenheide

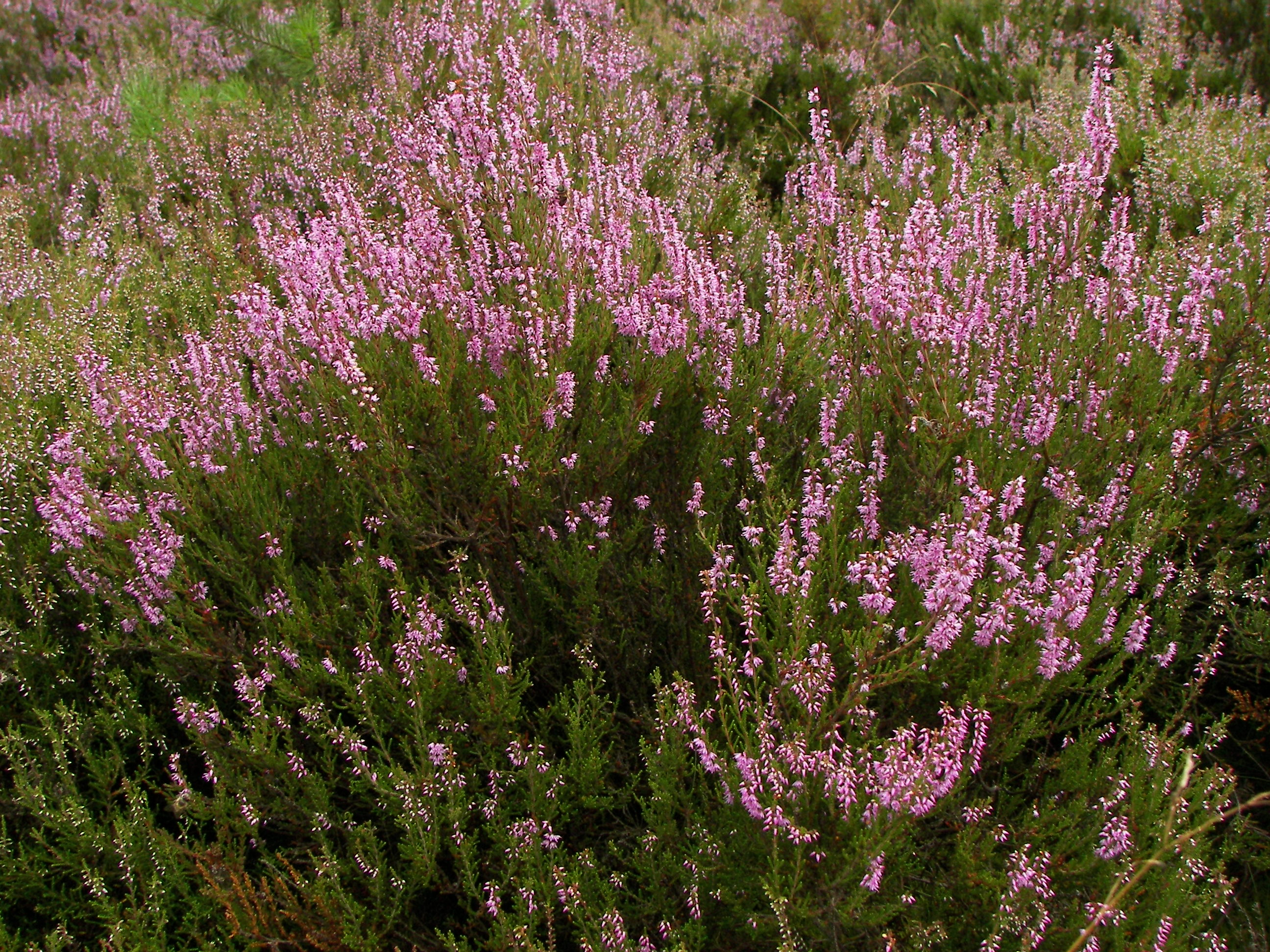
Besenheide (Calluna vulgaris)

Die Besenheide (Calluna vulgaris) wird im Volksmund auch Heidekraut genannt. Die Besenheide bestimmt im Naturschutzgebiet Lüneburger Heide das Bild der Landschaft. Sie ist ein immergrüner Zwergstrauch mit hellvioletten Blüten in bis 15 cm langen, einseitswendigen, dichten Trauben. Die nickenden Blüten sind ca. 4 mm lang.

### Glockenheide

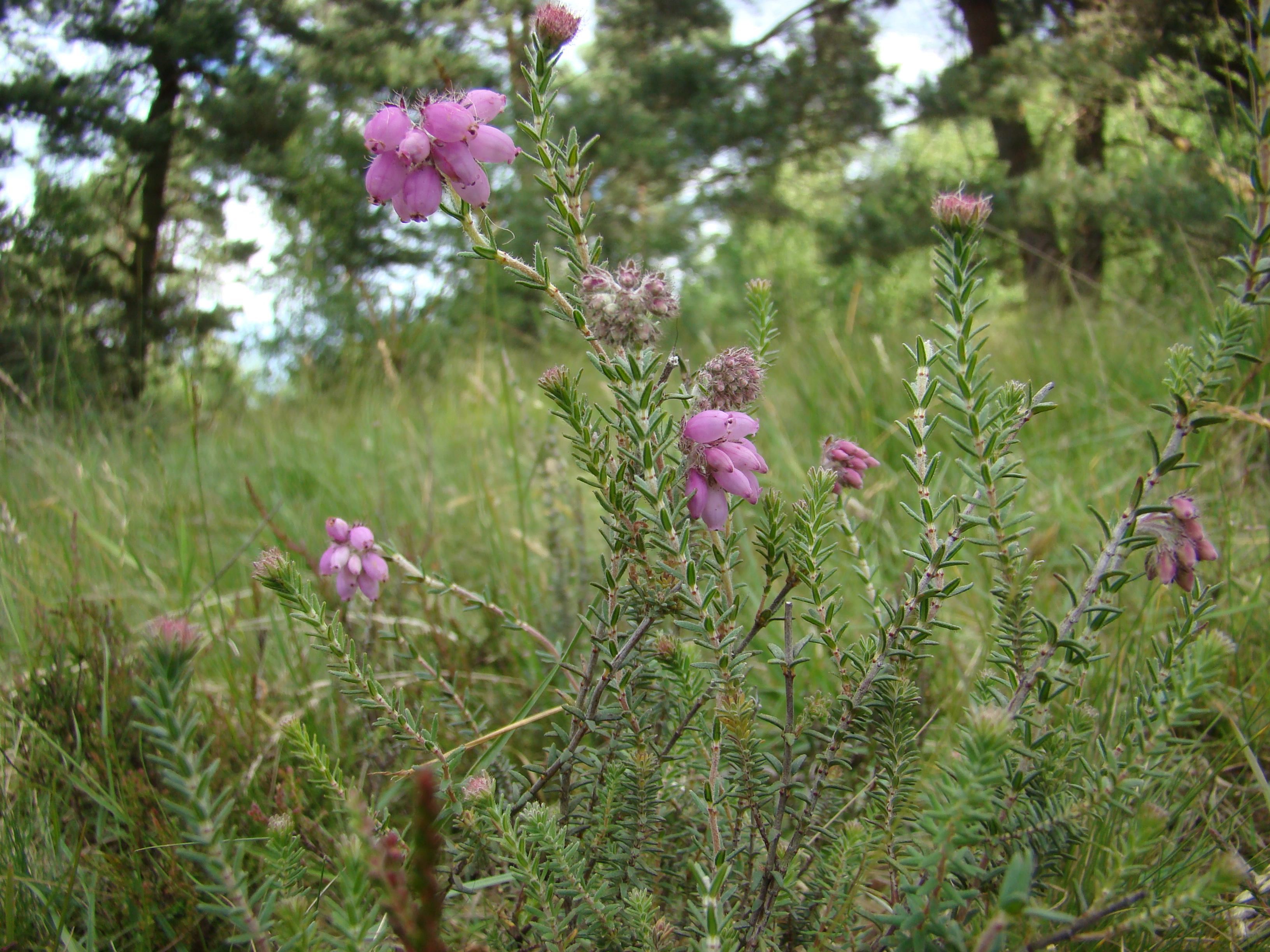
Glockenheide (Erica tetralix)

Bevorzugte Lebensräume der Glocken-Heide (Erica tetralix) sind Feuchtheiden, Wiesen, Heidemoore, Gebüsche und Moorwälder. Durch Entwässerung von Gebieten ist sie gefährdet. Wie die Besenheide sucht sich die Glockenheide nährstoffarme Standorte aus. Die Glockenheide ist ein immergrüner Zwergstrauch, der eine Wuchshöhe von 15 bis 50 Zentimeter erreicht. Der Blütenstand ist kopfig-doldig und besteht aus fünf bis fünfzehn Einzelblüten. Die Krone der Blüten ist 6 bis 9 Millimeter lang, rosa und eiförmig zylindrisch.

### Wacholder

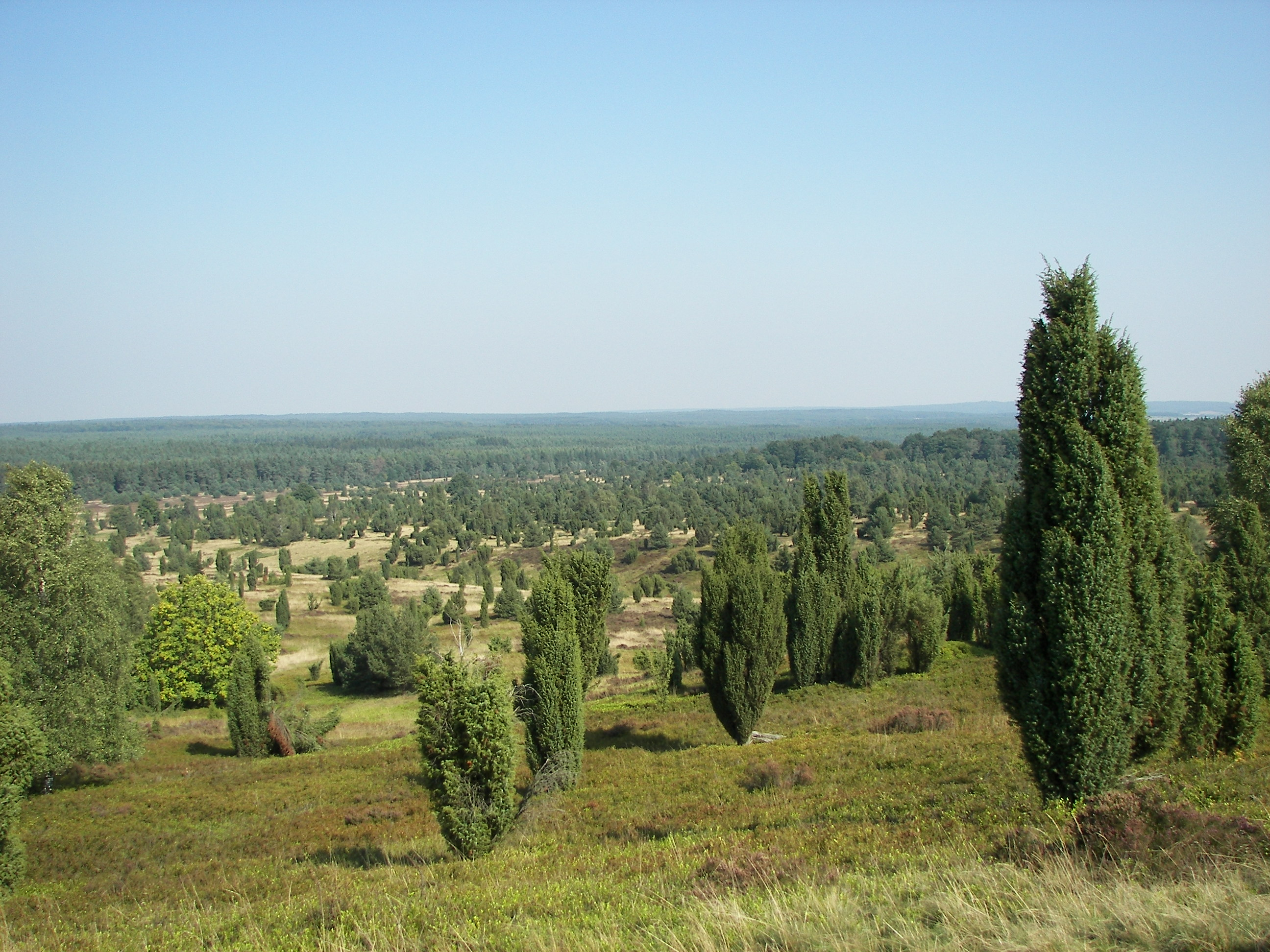
Wacholder im Naturpark

Der Gemeine Wacholder (Juniperus communis) ist hier häufig zu finden. Für das immergrüne, licht- und wärmebedürftige Gewächs ist die Heidelandschaft ein idealer Lebensraum. Er ist sowohl als schmale, meterhohe Säule als auch strauchförmig anzutreffen. Seine spitzen Nadeln halten Heidschnucken, Wild und Weidevieh ab. So können sich andere Bäume in seinem Schutz entwickeln. Der Gemeine Wacholder wird von der Weltnaturschutzunion IUCN in der Roten Liste gefährdeter Arten geführt, aber als nicht gefährdet („Least Concern“) bezeichnet.

### Birkhuhn
Dank der Bemühungen des Vereins Naturschutzpark u. a. ist das Birkhuhn immer noch im Naturschutzgebiet Lüneburger Heide und im Kern des Naturparks Lüneburger Heide zu finden. Infolge der Abgeschiedenheit und der guten Nahrungs- und Platzbedingungen beherbergt dieser Teil der Lüneburger Heide den größten zusammenhängenden Birkhuhnbestand des mitteleuropäischen Tieflands.
Das Birkhuhn ist ein fasanenartiger Brutvogel, der Moor- und Heidelandschaften mit Birken-, Fichtenbewuchs und vielgestaltiger Krautschicht bevorzugt. Durch menschliche Einflüsse sind kaum noch Lebensräume vorhanden. Auch natürliche Feinde wie der Fuchs oder Schwarzwild stellen eine Bedrohung für das Birkhuhn dar. Das Birkhuhn steht in Deutschland auf der Roten Liste
mit Gefährdungsstufe 2 (stark gefährdet).

## Naturschutzgebiete
In dem Naturpark Lüneburger Heide liegen viele Naturschutzgebiete.
Naturschutzgebiete mit einer Fläche von mehr als 1 km² sind z. B.:
- Naturschutzgebiet Lüneburger Heide, 234 km²
- Oberes Fintautal, 4 km²
- Riensheide mit Stichter See und Sägenmoor, 2,5 km²[7]
- Obere Wümmeniederung, 2 km²
- Seemoor und Schwarzes Moor bei Zahrensen, 1,6 km²

## Landschaftsschutzgebiete
In dem Naturpark Lüneburger Heide liegen viele Landschaftsschutzgebiete. LSG mit einer Fläche von mehr als 5 km² sind z. B.:
- Garlstorfer Wald und weitere Umgebung 103 km²
- Schwindebeck (Landkreis Harburg) 17 km²
- Waldgebiete am Rande der Raubkammer (ehemals: LSG LG Nr. 19,[9] jetzt zusammengefasst im Landschaftsschutzgebiet des Landkreises Lüneburg), 8 km²
- Waldgebiet zwischen Glüsingen und Barnstedt (ehemals: LSG LG Nr. 17,[9] jetzt zusammengefasst im Landschaftsschutzgebiet des Landkreises Lüneburg), 8 km²
- Riensheide, 8 km²
- Lohbergen, Höllental und angrenzende Flächen, 5,5 km²
- Klecker Wald und Umgebung, 11,8 km²

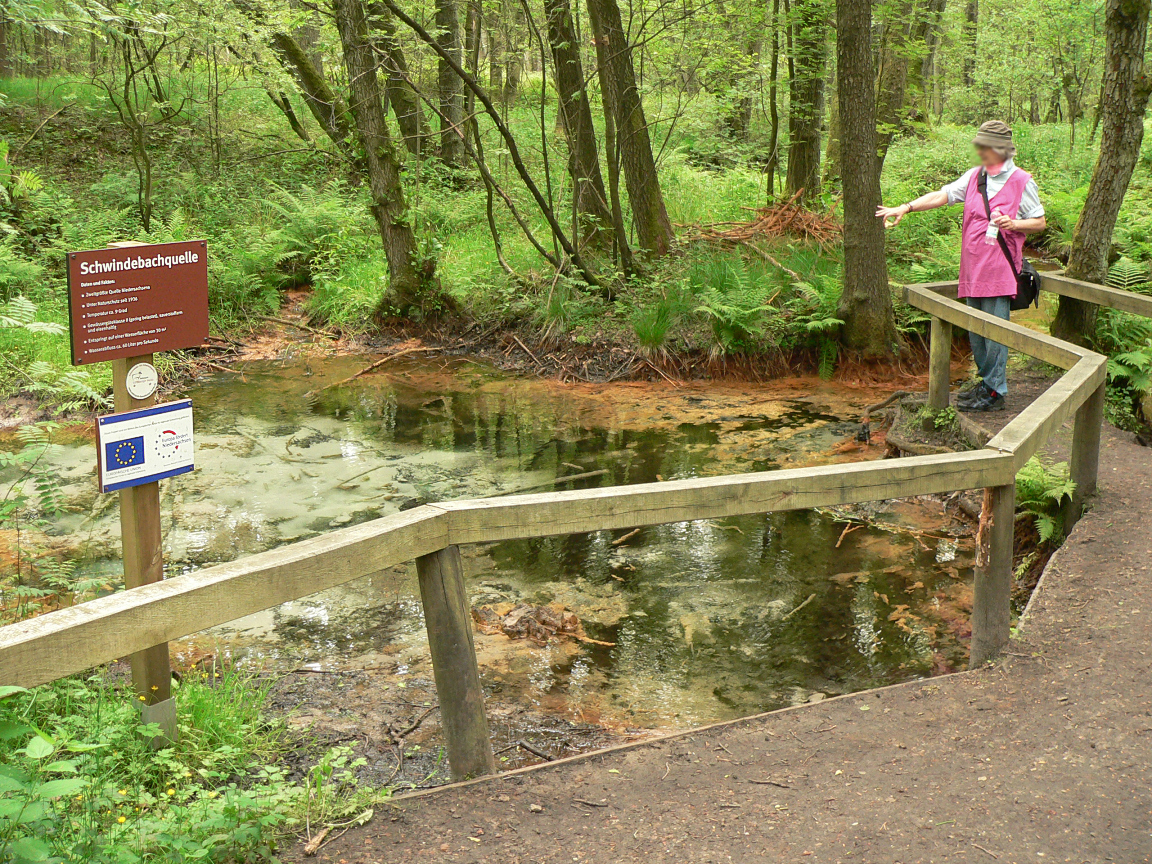
Schwindebachquelle bei Schwindebeck

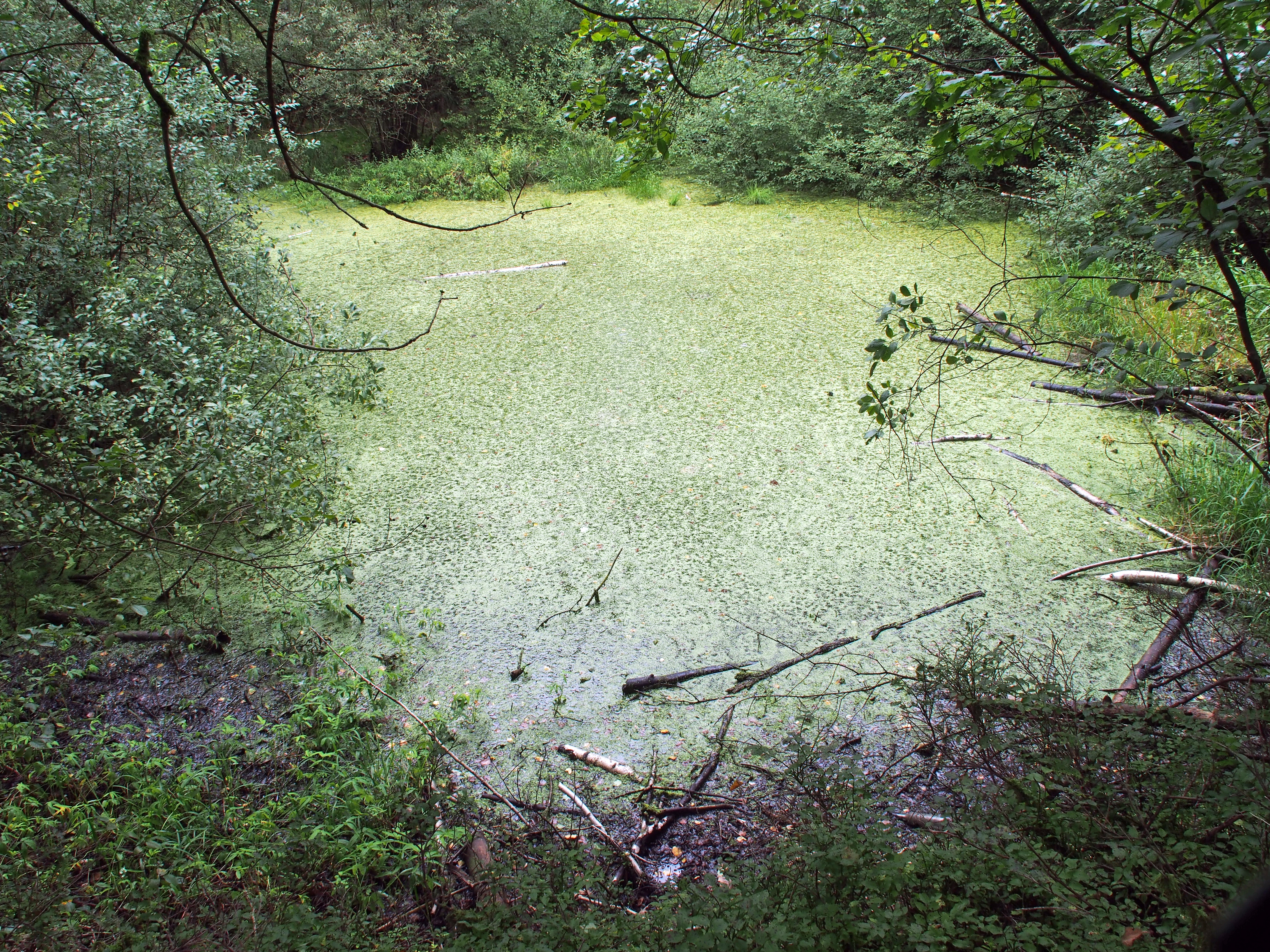
Grundlose Kuhle, eine geologische Karstform

## Naturdenkmale
Nachfolgende Auflistung der Naturdenkmale ist nicht vollständig.
Im Landkreis Lüneburg:
- Stechpalme bei Raven (Gemeinde Soderstorf) (Nummer des Naturdenkmals: ND-LG 125),
- Findlinge, ein Jahrhundertstein bei Raven (Gemeinde Soderstorf) (Nummer des Naturdenkmals: ND-LG 126),
- die Quelle des Schwindebaches (ein linker Nebenfluss der Luhe), die zu den stärksten Quellen Norddeutschlands zählt (60 l/s), sie steht seit 1936 unter Naturschutz[10] (Nummer des Naturdenkmals: ND-LG 127),
- Wanderblock im Heinbusch bei Raven (Gemeinde Soderstorf) (Nummer des Naturdenkmals: ND-LG 128),
- Stieleiche in Raven (Gemeinde Soderstorf) (Nummer des Naturdenkmals: ND-LG 129).

Im Landkreis Heidekreis:
- die „Grundlose Kuhle“ bei Soltau (Nummer des Naturdenkmals: ND-HK 21). Ein kreisförmiger Erdtrichter von etwa 40 m Durchmesser, mit einem fast kreisrunden kleinen Teich von etwa 5 m Tiefe und 20 m im Durchmesser. Der Wasserspiegel liegt 1 ½ m über der nahen Böhme. Obwohl er weder einen Zu- noch einen Abfluss hat verändert er sich kaum. Der Erdfall ist durch Salzauswaschungen im Erdreich entstanden und stellt eine geologische Karstform von landesweiter Bedeutung dar,[11]
- eine Lehmkuhle bei Lieste (Nummer des Naturdenkmals: ND-HK 31),
- Schwalinger Flatt bei Neuenkirchen (flacher Heideweiher aus der Eiszeit; Nummer des Naturdenkmals:  ND-HK 32),
- Gagelbestand bei Wesseloh (Nummer des Naturdenkmals: ND-HK 33).

Im Landkreis Harburg:
- Kiefer bei Döhle, am Südrand des Wilseder Wegs nahe der Kreisgrenze (Nummer des Naturdenkmals: ND WL 00003),
- Stieleiche und Rottanne, die zusammengewachsen sind (Nummer des Naturdenkmals:  ND WL 00005), zugleich auch das Wappenmotiv des Ortsteils Nindorf am Walde der Gemeinde Hanstedt,[12]
- Wanderblöcke bei Schätzendorf: a) östlich des Botenberges (Nummer des Naturdenkmals: ND WL 00009) und b) am Botenberg (Nummer des Naturdenkmals: ND WL 00010) in der Gemeinde Egestorf (siehe auch: Erratische Blöcke).

## Wirtschaft
Zu den Aufgaben des Naturparks Lüneburger Heide gehört die nachhaltige Regionalentwicklung. Insbesondere durch die Vernetzung der nachhaltig arbeitenden Betriebe und die Schaffung von Angeboten zur landschaftsgebundenen Erholung (etwa Wandern, Radfahren, Reiten), sowie durch Informationsangebote zur Natur und Kulturlandschaft in der Naturparkregion stärkt er die regionale Wertschöpfung. Das branchenübergreifende Netzwerk der Naturpark-Partner fördert die Kreislaufwirtschaft und Wertschöpfung.
Mehr als 90 Betriebe sind in der bundesweiten RegioAPP zu finden. Diese Betriebe bieten regionale Produkte und Dienstleistungen an.
Typische Produkte aus der regionalen Wirtschaft sind zum Beispiel Heidehonig, Heidschnuckenfleisch und die Heide-Kartoffeln. Außerdem spielen Heidelbeeren, Spargel und der Anbau von Buchweizen eine Rolle.

### Heide-Kartoffeln
Seit dem Frühjahr 2011 trägt die Heide-Kartoffel die zusätzliche Bezeichnung g.g.A (Geschützte geographische Angabe). Gleichzeitig wurde die Schutzgemeinschaft „Lüneburger Heidekartoffeln e. V.“ gegründet, deren Ziel es ist, den Anbau und die Vermarktung von Lüneburger Heidekartoffeln zu fördern. Der Verein überwacht den Schutz und die Kontrolle der „Lüneburger Heidekartoffeln“ nach g.g.A. vor widerrechtlicher Verwendung.

## Landschaftsgebundener Tourismus
Der Naturpark Lüneburger Heide hat verschiedene Möglichkeiten der Naherholung zu bieten:

### Wandern
Im Naturpark gibt es fünf Themenwanderwege:
- Heidepuzzle, 75 km[13]
- Lila Krönung, 46 km[14]
- Kultur-Findlinge, 88 km[15]
- Parcours der Augenblicke, 55 km[16]
- Pastor-Bode-Weg, 44 km[17]

Des Weiteren führen diese Weit- und Fernwanderwege durch den Naturpark:
- Heidschnuckenweg
- Europäischer Fernwanderweg E1
- Freudenthalweg
- Hermann-Billung-Weg

### Fahrradfahren
Fahrradfahrer haben drei Themenrouten zur Auswahl, die alternativ auch als Rundkurs gefahren werden können.

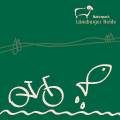
Heide-Wasser, 80 km bzw. 100 km
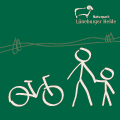
Heide-Erlebnis, 100 km bzw. abkürzbar
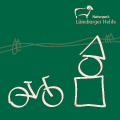
Heide-Kunst, 54 km bzw. als Rundkurs 100 km

Jede Route hat eine eigene Leitplakette, die dem Radfahrer an jeder Gabelung den Weg weist.

### Reiten
Für Reiter hat der Naturpark um die 20 Tagesrouten und 3 Mehrtagesrouten zur Auswahl.

### Kutschfahrten
Die Kutschen sind seit über 100 Jahren prägende Elemente in der Naturparkregion Lüneburger Heide. In Schneverdingen, Bispingen, Nieder- und Oberhaverbeck, Egestorf, Döhle und Undeloh sind Kutschen für die Fahrt durch die Heidelandschaft zu buchen.

### Heide-Shuttle
Jährlich fahren täglich zwischen dem 15. Juli und dem 15. Oktober fünf Niederflurbusse durch den Naturpark Lüneburger Heide. Diese werden als fünf Ringlinien bedient. Die Busse halten an über 100 Haltestellen. Jeder Bus hat einen Fahrradanhänger mit 16 Stellplätzen dabei. Die Fahrt ist für alle kostenfrei. Das Mobilitätsangebot wird durch die beteiligten Kommunen finanziert und richtet sich an Bürgerinnen und Bürger sowie alle Gäste.

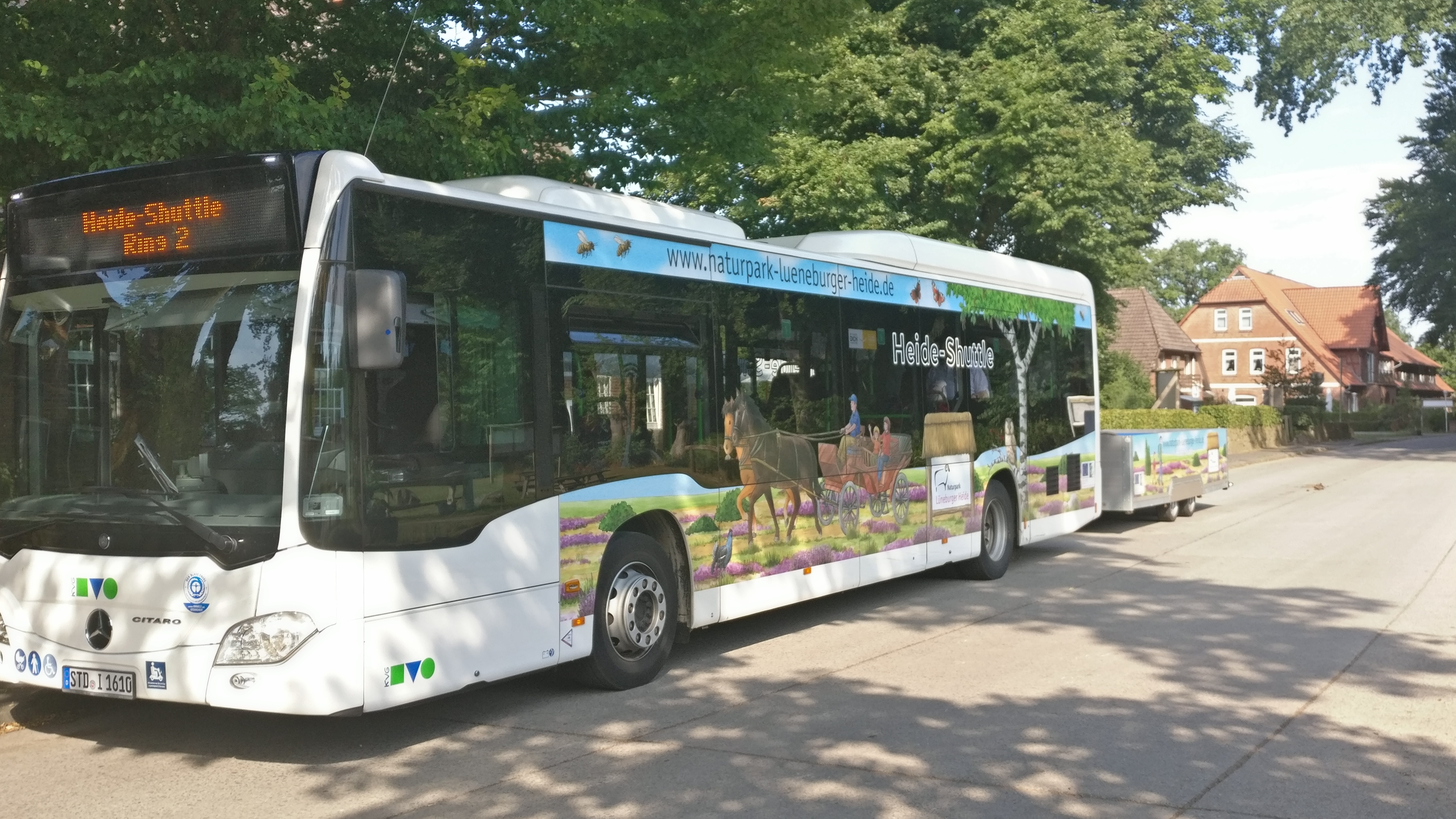
Heide-Shuttle

### Zertifizierte Natur- und Landschaftsführer
Im Naturpark Lüneburger Heide werden gemeinsam mit der Alfred Toepfer Akademie für Naturschutz in Schneverdingen regelmäßig zertifizierte Natur- und Landschaftsführer (ZNL) ausgebildet. Die Ausgebildeten haben ein BANU-Zertifikat.
Inzwischen gibt es über 50 ausgebildete ZNL, die Führungen und Bildungsangebote anbieten. Im Rahmen der Bildung für nachhaltige Entwicklung (BNE) ist es Aufgabe des Naturparks, die autonom arbeitenden ZNL zu vernetzen und eine Plattform des Austausches zu bieten.

### Bildung für nachhaltige Entwicklung
Durch Sommercamps, Zusammenarbeit mit Schulen oder die Förderung von Ausflügen in die Naturparkregion übernimmt der Naturpark Lüneburger Heide Aufgaben der Bildung für nachhaltige Entwicklung (BNE) vor Ort. Er kooperiert dafür mit außerschulischen Lernorten in der Region. In der Naturparkregion gibt es 6 Naturpark-Schulen und 3 Naturpark-Kitas. Diese haben mit dem Verein Naturparkregion Lüneburger Heide eine Kooperationsvereinbarung getroffen, um allen Schülerinnen und Schülern Exkursionen und Aktionen in der Region zu ermöglichen. Mit diesem Partnerprogramm wird bundesweit die Vermittlung von Naturerfahrungen sowie Kenntnis der Region und die Handlungskompetenz gestärkt.